# Dutch Open 1977
Il Dutch Open 1977 è stato un torneo di tennis giocato sulla terra rossa. È stata la 20ª edizione del torneo, che fa parte del Colgate-Palmolive Grand Prix 1977. Il torneo si è giocato a Hilversum nei Paesi Bassi dal 12 al 18 luglio 1977.

## Campioni

### Singolare maschile
Patrick Proisy ha battuto in finale  Lito Álvarez con il punteggio di 6–0, 6–2, 6–0

### Doppio maschile
José Higueras /  Antonio Muñoz hanno battuto in finale  Jean-Louis Haillet /  François Jauffret con il punteggio di 6–1, 6–4, 2–6, 6–1